# Belenus
Belenus, latinisierte Form von Belenos, Belinos, war ein keltischer Gott, der nach der Interpretatio Romana mit dem römischen Apollon gleichgesetzt wurde. Nach Epona ist er die von antiken Autoren am meisten genannte keltische Gottheit. Wegen der Verbreitung der Weiheinschriften wird vermutet, dass Belenus zum Urbestand der keltischen Religion zählt.

## Etymologie und Mythologie
Für die Deutung von Belenus als Heilgottheit spricht die Etymologie als „Quellgott“ (keltisch *Guelenos zu indogermanisch *guelH-; vergleiche auch niederhochdeutsch „quellen“). Die ältere Forschung leitete den Namen von der Wurzel  *bhel- („hell“, „leuchten“) ab. Es gilt allerdings auch eine Ableitung aus dem keltischen Wort für das Halluzinogen Bilsenkraut belenuntia, bellinuncium, bellenium. Für die Verbindung mit dem Bilsenkraut spricht auch, dass dieses im Lateinischen apollinaris herba („Apollo-Kraut“) genannt wird. Die erschlossene Wurzel *belenio- ist heute noch im spanischen beleño und im portugiesischen velenho (beides bedeutet „Bilsenkraut“) zu finden. Bei den zusammengesetzten Namen Cunobelinus und Lugobelinos (kymrisch Cynfelyn bzw. Llywelyn) ist der erste Wortteil jeweils eine Metapher für „Krieger“, der zweite kann das Bilsenkraut als Droge zur Steigerung der Kampflust bedeuten, ersteres kann auch „Hund des Belinus“ heißen.
Der frühchristliche Schriftsteller Tertullian (um 200) schrieb, dass jede Provinz ihre eigene Gottheit habe, in Noricum sei dies Belenus. Hier wurde auch eine Inschrift in Virunum gefunden. Die meisten dem Belenus gewidmete Inschriften stammen aus dem Ostalpenraum, Oberitalien und Süd-Gallien. Aus der norditalienischen Region Venetia, besonders in der Umgebung der Stadt Aquileia, sind mehrere Inschriften überliefert. Jeweils eine dieser Inschriften stifteten die Kaiser Diokletian (284–305) und Maximian (286–305) dem Belenus (Beleno). Als Kaiser Maximinus Thrax (235–238) im Jahre 238 die Stadt Aquileia belagerte, wollen seine Soldaten gesehen haben, wie  Belenus (Βέλεν) von der Luft aus die Stadt zu verteidigen schien. Sechs weitere Inschriften aus Oberitalien wurden in Iulium Carnicum, Iulia Concordia und Altinum gefunden.
In Süd-Gallien ist auf einer Gemme aus Nîmes (Nemausis, Provinz Gallia Narbonensis) in griechischer Schrift und auf einem Stein aus Narbonne (Narbo, ebenfalls Gallia Narbonensis) in Lateinischer Schrift jeweils eine Widmung zu finden. Der Dichter Ausonius (4. Jahrhundert) berichtete zudem von einem Tempel des Belenus in Burdigala (heute: Bordeaux). Allerdings vermutet die moderne Forschung, dass er den Namen des Gottes lediglich aus poetischen Gründen gewählt habe. Weitere Nennungen sind auf einer gallischen Inschrift in griechischen Buchstaben aus Saint-Chamas (RIG I G-28) und vermutlich auf zwei teilweise zerstörten Tafeln aus Marseille (Massilia) (RIG I *G-24) und Saint-Rémy-de-Provence (Glanum) (RIG I G-63).
Zusammenhänge mit anderen keltischen Gottheiten und Helden wie der gallischen Göttin Belisama, dem kymrischen Beli Mawr und dem irischen Bile werden vermutet, können aber nicht erwiesen werden. Der Ausdruck Bel-Feuer bei den Beltane-Zeremonien könnte sich auf Belenus und Beli Mawr beziehen.
Belenus gab vermutlich mehreren Ortschaften den Namen, so dem bei Aquileia liegenden Beligna und möglicherweise auch dem schweizerischen Biel/Bienne. (a.1142: Belna *Belena).
Belenus wird u. a. noch spekulativ mit den fünf Belchen verbunden, mit der Idee, die Belchen seien möglicherweise  Beobachtungspunkte für Winter- und Sommersonnwende so wie der Tagundnachtgleiche gewesen.